# Ken Filiano

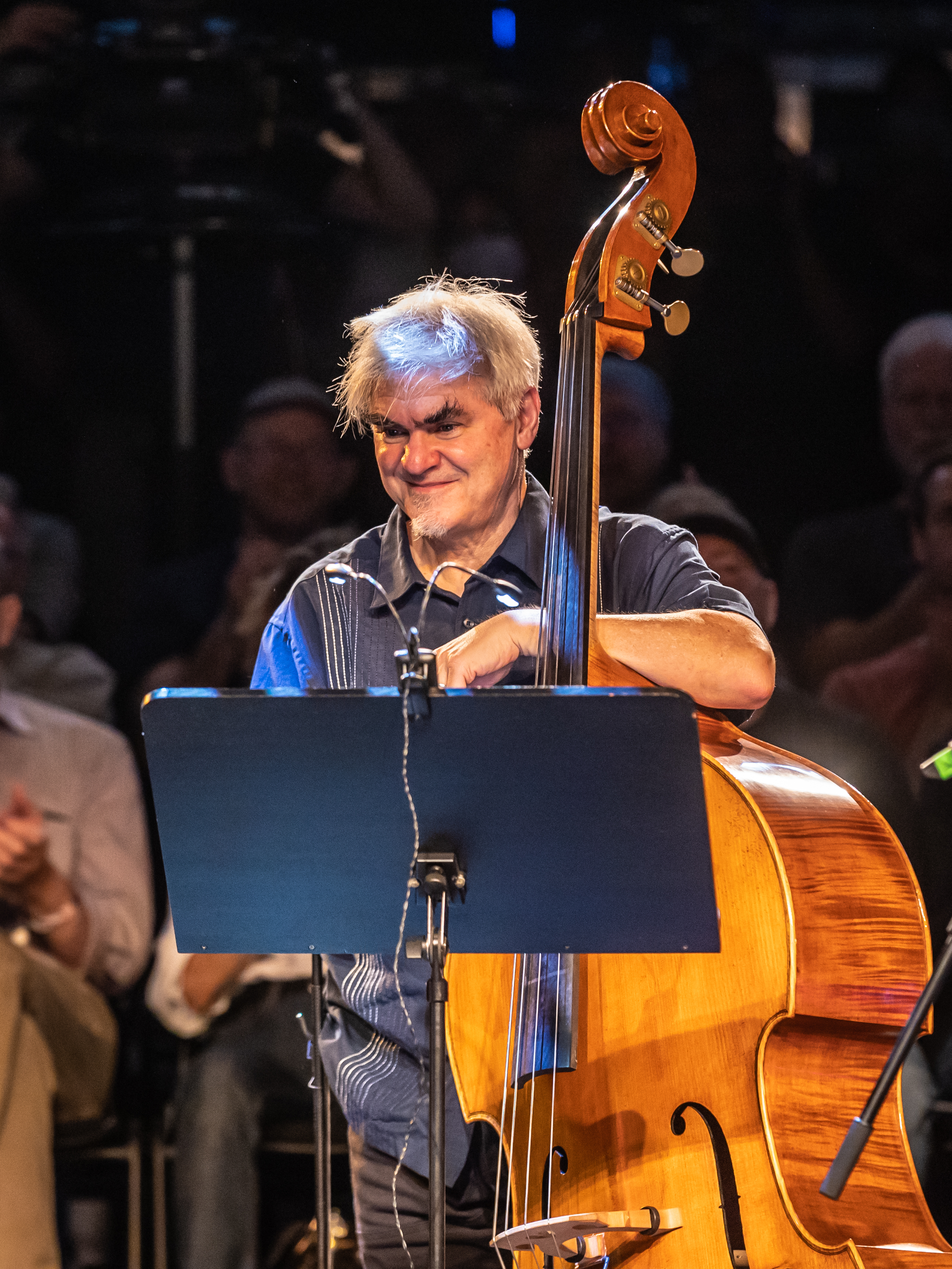
Ken Filiano beim Moers Festival 2022

Kenneth S. „Ken“ Filiano (* 27. Oktober 1952 in  Patchogue, Long Island, New York) ist ein US-amerikanischer Jazz-Bassist des Modern Creative und der freien Improvisationsmusik.

## Leben und Wirken
Ken Filiano studierte ab 1970 Trompete an der Syracuse University, wechselte 1974 zum Kontrabass und schloss seine Studien 1978 ab. Danach zog er nach Boston, wo er mit Mark Harvey und Arnie Cheatham arbeitete und mit dem Saxophonisten Steve Adams ein Duo bildete. Mitte der 1980er Jahre studierte er bei Bertram Turetzky. Seit 1992 lebte er in Los Angeles, wo er in der kalifornischen Underground-Szene um Vinny Golia und dessen Nine Winds-Label aktiv war; so arbeitete er im Mark Harvey Aarrdvark Jazz Orchestra und mit Hafez Modirzadeh. Anfang der 1990er Jahre spielte er u. a. mit  Bill Perkins, Marty Ehrlich, Jimmy Cleveland, Rob Blakeslee, Joey Sellers, Dennis González und im Trio des Pianisten Richard Grossman bis zu dessen Tod im Jahr 1992. Anerkennung bei der Jazzkritik brachte insbesondere seine Mitwirkung an Grossmans Album In the Air (1989).
Seit den 1990er Jahren wirkte Filiano an einer Reihe von Alben in der stilistischen Spannbreite von Post-Bop bis zu freier Improvisation, die insbesondere für die Label CIMP und Knitting Factory entstanden sind; so ist er bei Aufnahmen von Herb Robertson (Brooklyn-Berlin, 2000), Bill Perkins, Paul Smoker (1996–2000), der Roswell Rudd Bigband (1999), der Band Implicate Order und Fred Hess zu hören und trat mit Bertram Turetzky, Barre Phillips, Joëlle Léandre, Bobby Bradford und dem Rova Saxophone Quartet auf.
1994 zog Filiano nach New York City und studierte 1994–97 an der Rutgers University, außerdem bei dem Saxophonisten Michael Moore. Dort arbeitete er u. a. mit Steve Swell, Roswell Rudd, Lou Grassi, Paul Smoker, Erika Dagnino, Dom Minasi (Takin’ the Duke Out, 2002) und Chris Chalfont, sowie als Sessionmusiker für Frank Morgan, James Newton, Milcho Leviev, John Heard, Joëlle Léandre, Bobby Bradford, Warne Marsh, Dennis González (Idle Wild; 2005), Vinny Golia (Sfumato, 2005), Dom Minasi (Dissonance Makes the Heart Grow Fonder, 2009), Taylor Ho Bynum (Enter the Plustet, 2016), Jason Kao Hwang (Blood, 2018), Bill Lowe (Sweet Cane, 2023), Alan Braufman (Infinite Love, Infinite Tears, 2024), Chad Fowler (Birdsong, 2024) und Kenny Barron.
Filiano lebt in Brooklyn. Der Bassist unterrichtete an der University of New Mexico in Albuquerque, der New York State University (Buffalo), der UCLA und der Rutgers University.

## Diskographische Hinweise
- 2002: Subvenire
- 2003: Rodrigo Amado, Carlos Zíngaro & Ken Filiano: The Space Between
- 2006: The Other Side of This, mit Steve Adams

+ 2007: Rodrigo Amado, Carlos Zingaro, Tomas Ulrich & Ken Filiano: Surface (for Alto, Baritone and Strings)
- 2011: Dreams From a Clown Car (Clean Feed Records), mit Michaël Attias und Tony Malaby
- 2017: Bobby Bradford & Hafez Modirzadeh with Ken Filiano & Royal Hartigan: Live at the Magic Triangle (No Business)
- 2020:  Alan Braufman:  The Fire Still Burns
- 2022: WeFreeStrings: Love in the Form of Sacred Outrage (ESP-Disk) mit Gwen Laster, Melanie Dyer, Charles Burnham, Alex Waterman, Michael Wimberly

## Lexikalischer Eintrag
- Richard Cook, Brian Morton: The Penguin Guide of Jazz on CD. 6. Auflage. Penguin, London 2002, ISBN 0-14-051521-6.
- Bielefelder Katalog Jazz, 2001

| Personendaten    | Personendaten                 |
| ---------------- | ----------------------------- |
| NAME             | Filiano, Ken                  |
| ALTERNATIVNAMEN  | Filiano, Kenneth S.           |
| KURZBESCHREIBUNG | US-amerikanischer Jazzmusiker |
| GEBURTSDATUM     | 27. Oktober 1952              |
| GEBURTSORT       | Patchogue (New York)          |